# ジェリコー作戦
ジェリコー作戦（ジェリコーさくせん、英: Operation Jericho）は、第二次世界大戦におけるイギリス空軍による爆撃作戦の一つである。作戦名のジェリコー（エリコ）は、ヘブライ語聖書ヨシュア記の「ヨシュアたちが神に祈りを捧げるとエリコの町の城壁が崩れた」というエリコの壁の故事に因む。
ドイツ軍のアミアン刑務所でフランス人囚人が1944年2月19日に処刑されることを、イギリス諜報部が察知した。処刑前にレジスタンスを脱獄させるためアミアン刑務所を爆撃する命令を受けたイギリス空軍第2戦術航空軍は第140航空団第487及び第464飛行隊のモスキートFB Mk.VIに爆撃を実施させた（予備機は第21飛行隊）。
目標はアミアン刑務所の高さ20ft、厚さ3ftの壁であり、モスキートに搭載する爆弾には低高度爆撃のため11秒の遅延信管が取り付けられていた。
12時1分、看守達が食卓に着いた時に11機のモスキートから放たれた爆弾が命中、爆発した。扉は吹き飛び外壁には穴が開いた。約700人の囚人のうち脱走が確認できたのは約255人であったが、182人はその後逮捕された。また、空襲の混乱で50人の看守と37人の囚人が死亡した。
離脱直後には編隊を率いたパーシー・ピカード大佐がII/JG26のフォッケウルフ Fw190に撃墜され、航法士のブロードリー大尉と共に戦死した。